# Ausleger (Tontechnik)
Ausleger (abgeleitet vom englischen Begriff „outriggers“) sind in der Tontechnik ein Paar Stützmikrofone, die zum Hauptmikrofonsystem gehören. Sie dienen dazu, größere Klangkörper auf der Lautsprecherbasis breiter und luftiger abzubilden. Bekannt wurde dieses Wort besonders durch die Anwendung des Aufnahme-Mikrofonosystems Decca Tree.
Bei der Mikrofonierung mit einem Mikrofonvorhang aus 5 oder auch 4 Mikrofonen sind alle Mikrofone der Mikrofonanordnung gleichwertig und die äußeren „Outrigger“ sind in diesem Fall nicht als Stützmikrofone zu betrachten.
Mehrere Mikrofone in einer Reihe oder in einer Fläche können zu einem akustischen Vorhang oder zu einem Mikrofonvorhang zusammengestellt werden. 